# 爱德华·艾夫斯
爱德华·艾夫斯（英語：Edward Ives，1961年1月3日—），美国男子赛艇运动员。他曾代表美国参加1984年和1988年夏季奥林匹克运动会赛艇比赛，其中1984年奥运会获得一枚银牌。